# Isengard
Isengard — сольный проект Фенриза, ударника норвежской группы Darkthrone. Создан в 1989 году. Isengard был образован потому, что Фенриз имел некоторые идеи, которые не мог воплотить в Darkthrone. 
Isengard создавался под большим влиянием работ Толкина. Проект назван в честь Изенгарда — крепости из вымышленного мира Средиземья, а в логотипе использовано изображение Турингветиль (англ. Thuringwethil), летучей мыши-вампира из книги Сильмариллион.
В 1989, 1991 и 1993 годах Фенризом были выпущены три демозаписи, а в 1994 году они были изданы на Deaf Records, дочернем лейбле Peaceville Records, в виде сборника под названием Vinterskugge. В 1995 году на лейбле Moonfog Productions вышел единственный полноформатный альбом Isengard Høstmørke.
Отвечая в интервью 2007 года на вопрос о своём заброшенном проекте Фенриз сказал, что он «не понимает, почему люди так сильно его любят». Он заявил, что им нравятся элементы фолк-метала, в то время как он сам их ненавидит и любит в музыке своего проекта другие стили метала, такие как дум и дэт.

## Дискография
| Год  | Название                | Тип            | Лейбл        |
| ---- | ----------------------- | -------------- | ------------ |
| 1989 | Spectres Over Gorgoroth | демо           |              |
| 1991 | Horizons                | демо           |              |
| 1993 | Vanderen                | демо           |              |
| 1994 | Vinterskugge            | сборник        | Deaf Records |
| 1995 | Høstmørke               | полноформатный | Moonfog      |
| 2020 | Vårjevndøgn             | полноформатный |              |

## Состав
- Фенриз (норв. Fenriz), настоящее имя Гюльве Нагелль (норв. Gylve Nagell) — все инструменты и вокал.